# Hänge-Birke

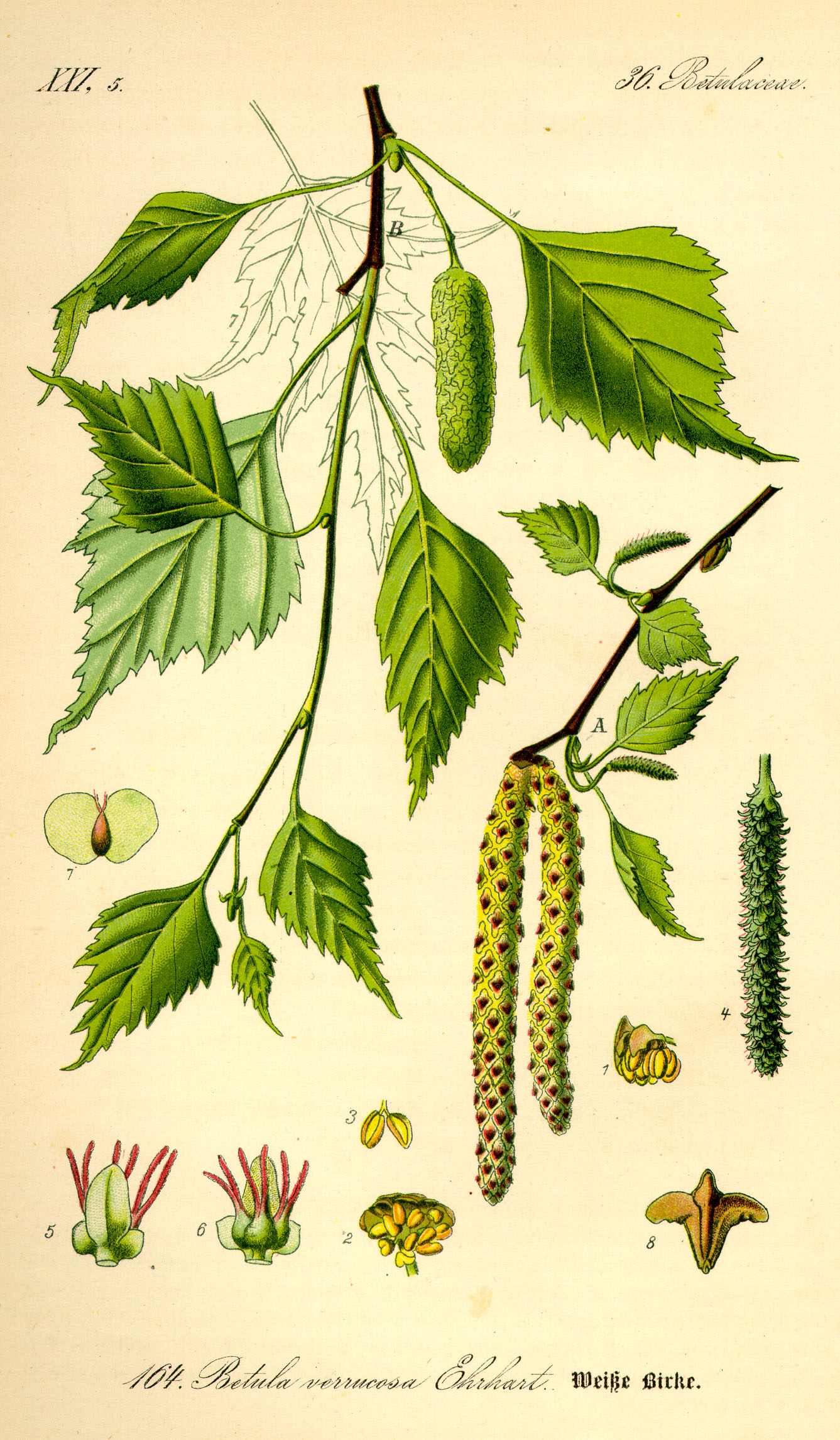
Illustration:
A: Zweig mit männlichen Blütenkätzchen,
B: Zweig mit knospigen weiblichen Blütenkätzchen,
1 + 2: männliche Blüten, 3; Staubblatt (tief gespalten)
4; weibliches Blütenkätzchen mit bestäubungsbereiten Blüten. 5 + 6: weibliche Blütenstände mit jeweils 3 Blüten
7: Nussfrucht (mit häutigen Flügeln)
8: Tragblatt der Nussfrucht

Verbreitung der Hänge-Birke
Natürliche Verbreitung× Isolierte Populationen

Die Hänge-Birke (Betula pendula) (Synonyme: Betula alba, Betula verrucosa), auch Gemeine Birke, Sandbirke, Weißbirke oder Warzenbirke genannt, ist eine sommergrüne Laubbaumart aus der Gattung der Birken (Betula). Ihr schlanker, eleganter Wuchs, ihre weiße Borke und ihr zartes Frühjahrsgrün machen sie zum Frühjahrssymbol. In Skandinavien und in Russland hat sie im Volksbrauchtum eine ähnliche Rolle wie die Linde und die Eiche in Deutschland. Als „Sand-Birke“ benannt, wurde die Hänge-Birke im Jahr 2000 Baum des Jahres.
Im Duden und in allgemein gültigen deutschen Wörterbüchern wird dieser Baum nach der deutschen Rechtschreibung Hängebirke geschrieben. Bezieht man sich jedoch auf wissenschaftlich fundierte botanische Werke, ist die Schreibung Hänge-Birke als deutscher botanischer Name mittlerweile standardisiert, vgl. Standardliste der Farn- und Blütenpflanzen Deutschlands.

## Beschreibung

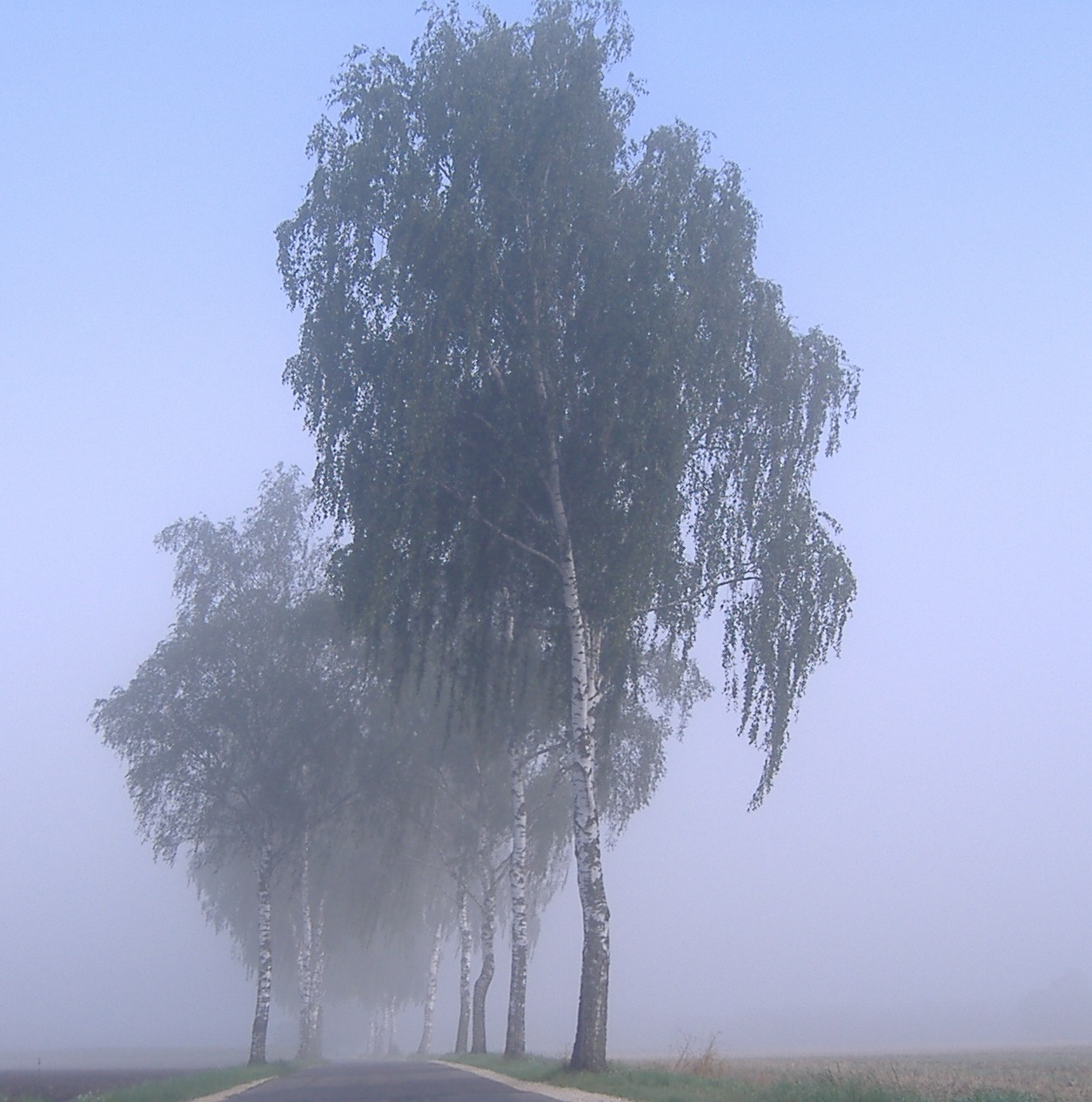
Hängebirkenallee im Donauried

Die schnellwüchsige und laubabwerfende Hänge-Birke wird im Regelfall zwischen 15 und 25 Meter hoch. Sie erreicht eine Maximalhöhe bis zu 30 Meter und einen Stammdurchmesser von 0,9 Meter, sehr selten bis über 1,3 Meter. Das Höchstalter beträgt etwa 150 Jahre. Die Art besitzt eine mehrschichtige Krone. Die Äste stehen spitzwinklig ab, die Zweigenden hängen über. Die Hänge-Birke hat eine weiße Glattrinde. Diese wird von einem Oberflächenperiderm gebildet, das allerdings nicht lebenslang aktiv ist. Es platzt borkig auf und wird dann von einem Tiefenperiderm abgelöst. Die ältesten Schichten der, bei jüngeren Exemplaren, weißen Glattrinde können sich mehr oder minder großflächig abringeln oder in schmalen Streifen ablösen. Die weiße Farbe der Rinde kommt durch eine Einlagerung von Betulin zustande, welches das Licht vollständig reflektiert, wodurch die Rinde weiß erscheint. Die weiß gefärbte Rinde wird als Schutzmechanismus gegen Rindenbrand (Rindenschäden durch intensive Sonneneinstrahlung), besonders im Winter, gedeutet. Bei älteren Exemplaren wird die Borke dunkler, dicker und rissig bis furchig.
Die Hänge-Birke bildet ein nicht sehr tiefgehendes, aber dichtes Herzwurzelsystem. Die wechselständigen, gestielten Laubblätter sind 4 bis 7 Zentimeter lang und schraubig angeordnet. Sie sind dreieckig bis rautenförmig, mit lang ausgezogener Spitze, ihr Rand ist doppelt gesägt.
Die Hänge-Birke ist einhäusig, monözisch, d. h., die weiblichen und männlichen Blüten sind getrennt in hängenden Kätzchen auf einer Pflanze. Blütezeit ist von April bis Mai und die Samen reifen im August bis September. Die Früchte sind etwa 3 Millimeter lange Nüsschen, die dünnhäutig geflügelt sind. Die leichten Früchte werden durch den Wind verbreitet und die Samen keimen bei ausreichend Feuchtigkeit sofort.
Die Chromosomenzahl beträgt 2n = 28.

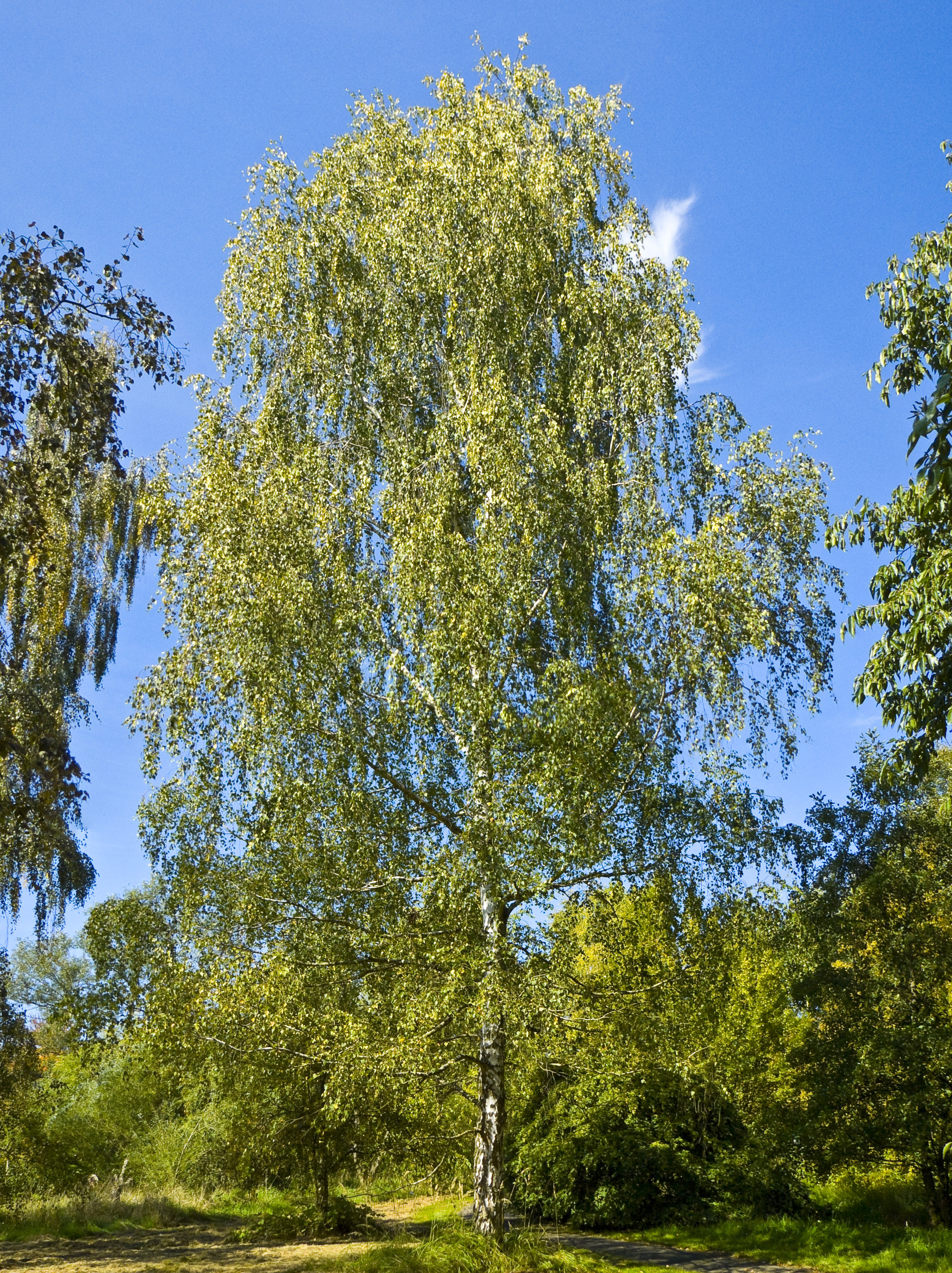
Hänge-Birke (Betula pendula)
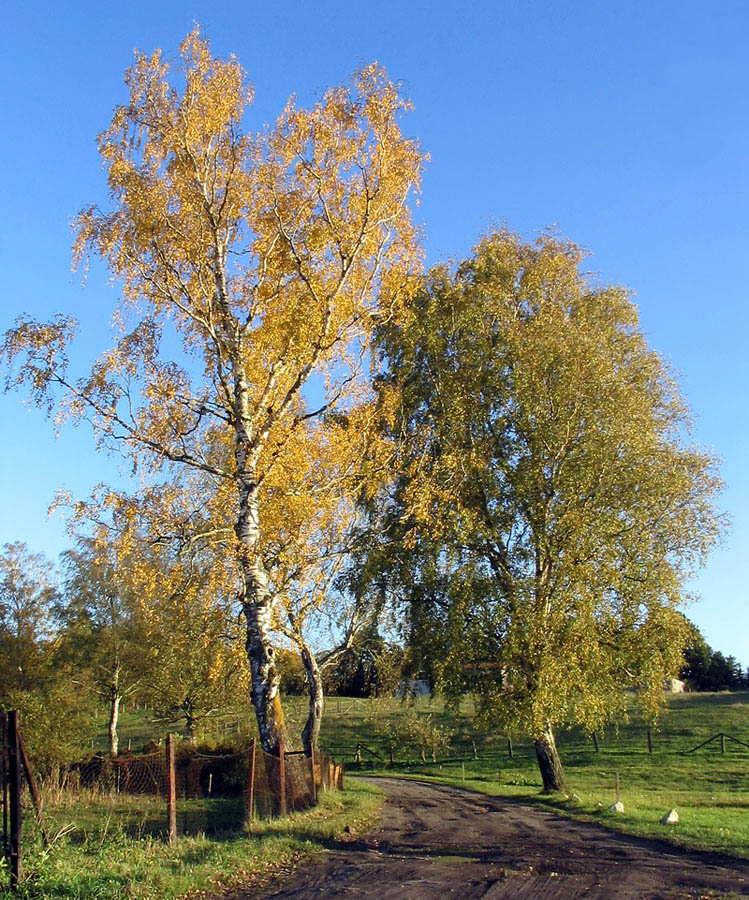
Hänge-Birken mit Herbstlaub
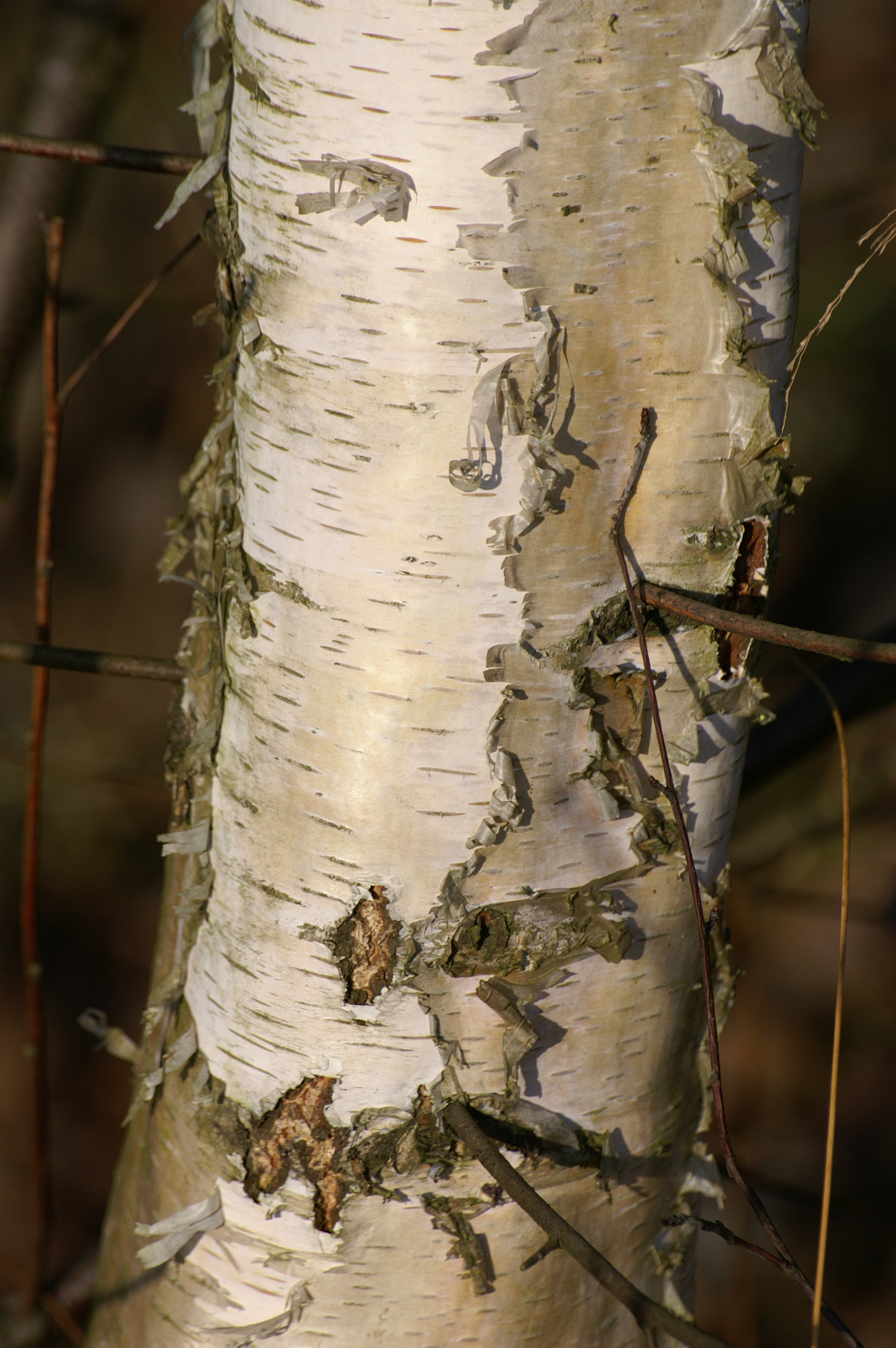
Stamm und Borke
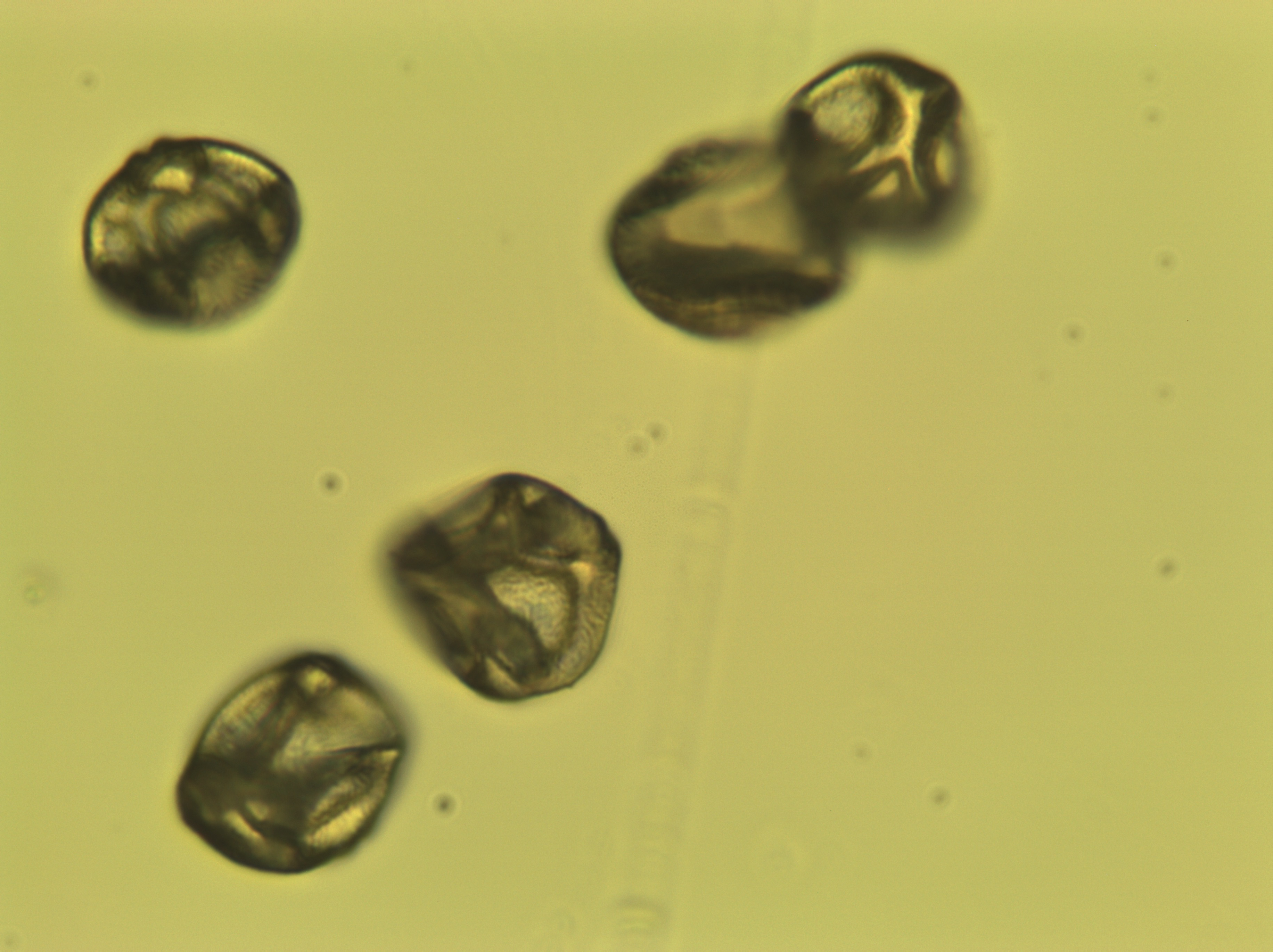
Betula Pollen 400x

## Verbreitung und Ökologie

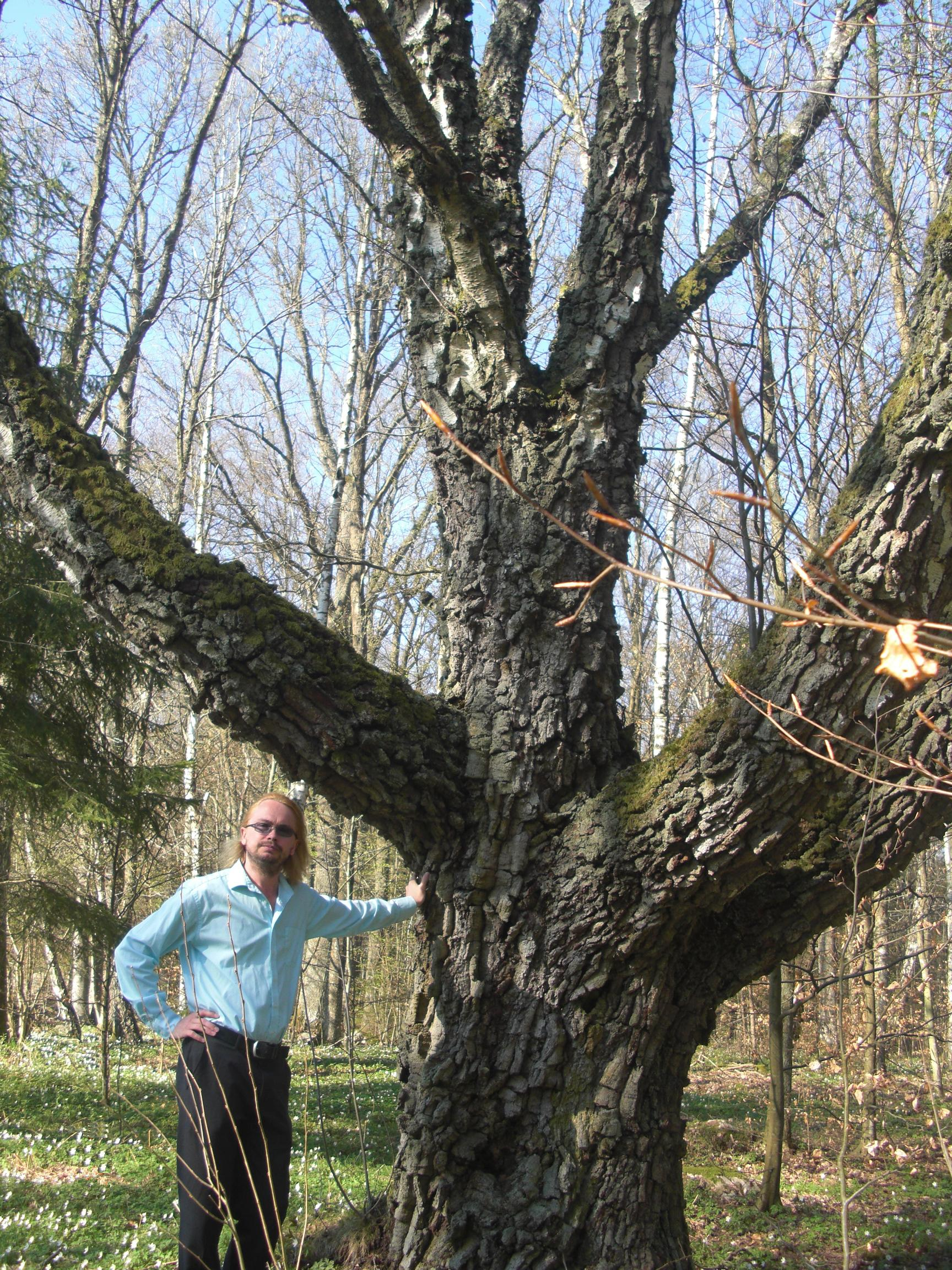
Sehr altes und dickes Exemplar mit grober Borke

Die Hänge-Birke ist eine Lichtbaumart. In Mitteleuropa ist sie die wichtigste Pionierbaumart, die als erste Brach-, Trümmer- und Kahlflächen besiedelt. Sie ist gegenüber dem Boden anspruchslos, wächst aber wegen der Konkurrenz anderer Baumarten überwiegend auf sauren Böden; sie meidet dabei reine Kalkböden, kommt aber auf Gips vor. Sie wächst überwiegend auf trockenen Standorten, hat aber einen hohen Wasserverbrauch. Während Jungbirken immer viel Wasser benötigen, können alte Bäume an sehr trockene Standorte adaptieren. Wird allerdings ein bisher feucht stehender Baum plötzlich ausgetrocknet, stirbt er ab. Die Hängebirke ist wegen ihrer Anspruchslosigkeit auch auf Moorböden und auf anderen Extremstandorten zu finden, auf die sie wegen ihrer Konkurrenzschwäche verdrängt wird. Sie meidet Hitze und ist mäßig frosthart, ihr Photosyntheseoptimum liegt unter 20 °C und sie ist mit ihrem frühen Laubaustrieb an kurze Vegetationsperioden angepasst. Auf stark vernässten Böden wird sie durch die Moorbirke ersetzt, mit der sie auch Bastarde bildet (Betula × aurata Borkh.), diese sind allerdings steril.
Hauptvorkommen ist in den borealen Nadelmischwäldern Sibiriens und Skandinaviens auf nährstoffarmen, trockenen Sandböden mit Kiefer und Eiche. Die Hänge-Birke kommt in ganz Europa, mit Ausnahme von Nordskandinavien, in Nordamerika und Asien vor. Ihr Verbreitungsgebiet reicht im Osten bis zum Jenissei, Altaigebirge, Kaukasus und Nordpersien. In den Südalpen steigt sie bis auf 1900 m.
Die Hängebirke kommt in vielen Waldgesellschaften als Pionierart nach Störungen wie z. B. Sturmschäden oder Kahlschlag vor, wird aber meist rasch durch konkurrenzstärkere Arten verdrängt. Eine Waldgesellschaft mit dauerhaft höherer Birken-Beteiligung ist der Birken-Eichenwald, seltener ist sie an natürlichen Kiefernwäldern auf Sand wie dem Weißmoos-Kiefernwald beteiligt. Da Birken im Vergleich zu anderen Laubbaumarten vom Rehwild kaum verbissen werden, sind sie aber auch in anderen Waldgesellschaften, insbesondere auf Flächen mit hohen Wilddichten, anzutreffen. Als Pionierbaumart tritt sie bevorzugt bei der Wiederbewaldung offener Vegetationsformen wie Heiden (gemeinsam mit der Waldkiefer) auf, sie ist hier nicht so stark an sauere Standorte gebunden und tritt z. B. regelmäßig gemeinsam mit der Salweide auf Trümmerschutt auf. Sie gedeiht dabei in Vorwaldgesellschaften des Verbands Quercion roboris, des Unterverbands Luzulo-Fagenion oder als Pioniergehölz in Gesellschaften der Klasse Nardo-Callunetea vor.
Hängebirken sind nicht zum Stockausschlag und zu vegetativer Vermehrung befähigt. Die sehr leichten, flugfähigen Früchte („Flügelnüsschen“) ermöglichen ihr eine rasche generative Vermehrung, pro Blütenkätzchen entwickeln sich ca. 450 Früchte. Die Früchte reifen im Hochsommer und werden im Winter verstreut, sie keimen im darauffolgenden Frühjahr. Birken können bereits im Alter von 5 Jahren Früchte ansetzen.
Die Hänge-Birke hat eine aggressive Technik entwickelt, um sich in der Konkurrenz um das Sonnenlicht gegen andere Baumarten durchzusetzen: Die durch den Korkwarzenbesatz wie Schleifpapier wirkenden schlaff hängenden Zweiglein schleifen bei Windeinwirkung stetig und effektiv regelrechte Schneisen in die Baumkronen dicht benachbart stehender Bäume anderer Arten.

## Systematik
Die Hänge-Birke (Betula pendula) ist eine Art aus der Gattung der Birken (Betula) in der Familie der Birkengewächse (Betulaceae). Dort wird sie mit den Erlen (Alnus) der Unterfamilie Betuloideae (Birkengewächse im engeren Sinne) zugeordnet. In der Gattung der Birken wird sie mit 22 weiteren Arten der Sektion Albae RGL. in der Untergattung Betula RGL. zugeordnet.
Man kann folgende Unterarten unterscheiden:
- Betula pendula subsp. mandshurica (Regel) Ashburner & McAll. (Syn.: Betula alba subsp. mandshurica Regel): Sie kommt von Sibirien bis Japan und von Alaska bis Kanada vor.[9] (In der Flora of China wird sie unter dem synonymen Namen Betula platyphylla Sukaczev aufgeführt)
- Betula pendula subsp. pendula: Sie kommt von Europa bis Sibirien und bis zum Iran und in Marokko vor.[9]
- Betula pendula subsp. szechuanica (C.K.Schneid.) Ashburner & McAll.: Sie kommt vom südöstlichen Tibet bis zu den chinesischen Provinzen Yunnan, Sichuan, Gansu und Qinghai vor.[9] (In der Flora of China wird sie unter dem synonymen Namen Betula platyphylla Sukaczev aufgeführt).

Von der Hängebirke wurden in älterer Literatur (H. Winkler: Betulaceae, in A. Engler: Das Pflanzenreich, 1904) mehrere Varietäten beschrieben:
- Betula alba f. vulgaris Regel: Ist nach R. Govaerts zu Betula pendula Roth subsp. pendula zu stellen.[9]
- Betula pendula var. oycowiensis (Besser) Dippel mit strauchförmigen Vertretern in den Tälern von Ojcow in Galizien und dem Nordosten von Ungarn
- Betula alba var. arbuscula Fries aus Dalarna und Uppsala in Schweden. Ist nach R. Govaerts zu Betula pendula Roth subsp. pendula zu stellen.[9]
- Betula pendula var. obscura (Kotula ex Fiek) Olšavská aus den Beskiden, der Weichselniederung und Schlesien: Sie ist nach R. Govaerts ein Synonym von Betula × aurata Borkh.[9]

In jüngerer Literatur wird meist nur die Varietät Betula pendula var. oycowiensis angegeben.
Taxonomisch umstritten ist der Status von Birken Zentralasiens, des Russischen Fernen Ostens östlich des Jenissei und Nordchinas, die als Betula platyphylla Sukaczev bezeichnet werden. Sie unterscheiden sich von typischen Hänge-Birken in einer Reihe morphologischer Merkmale, unter anderem den nicht hängenden jungen Zweigen, der Gestalt der Basis der Blattspreite und der spärlich behaarten Blattunterseite. Beide werden von einer Reihe von Botanikern synonymisiert, während andere von zwei nahe verwandten, aber getrennten Arten ausgehen. Die genetischen Daten sind uneinheitlich, wobei die nahe Verwandtschaft immer bestätigt wurde. Sie legen teilweise eine Synonymisierung nahe, sind aber in anderen Untersuchungen mit der Existenz von zwei Schwesterarten vereinbar. Die Verhältnisse, insbesondere auch unter Berücksichtigung der Unterarten mandshurica und szechuanica sind bis heute unklar und umstritten.

## Verwendung

### Bedeutung als Nutzholz

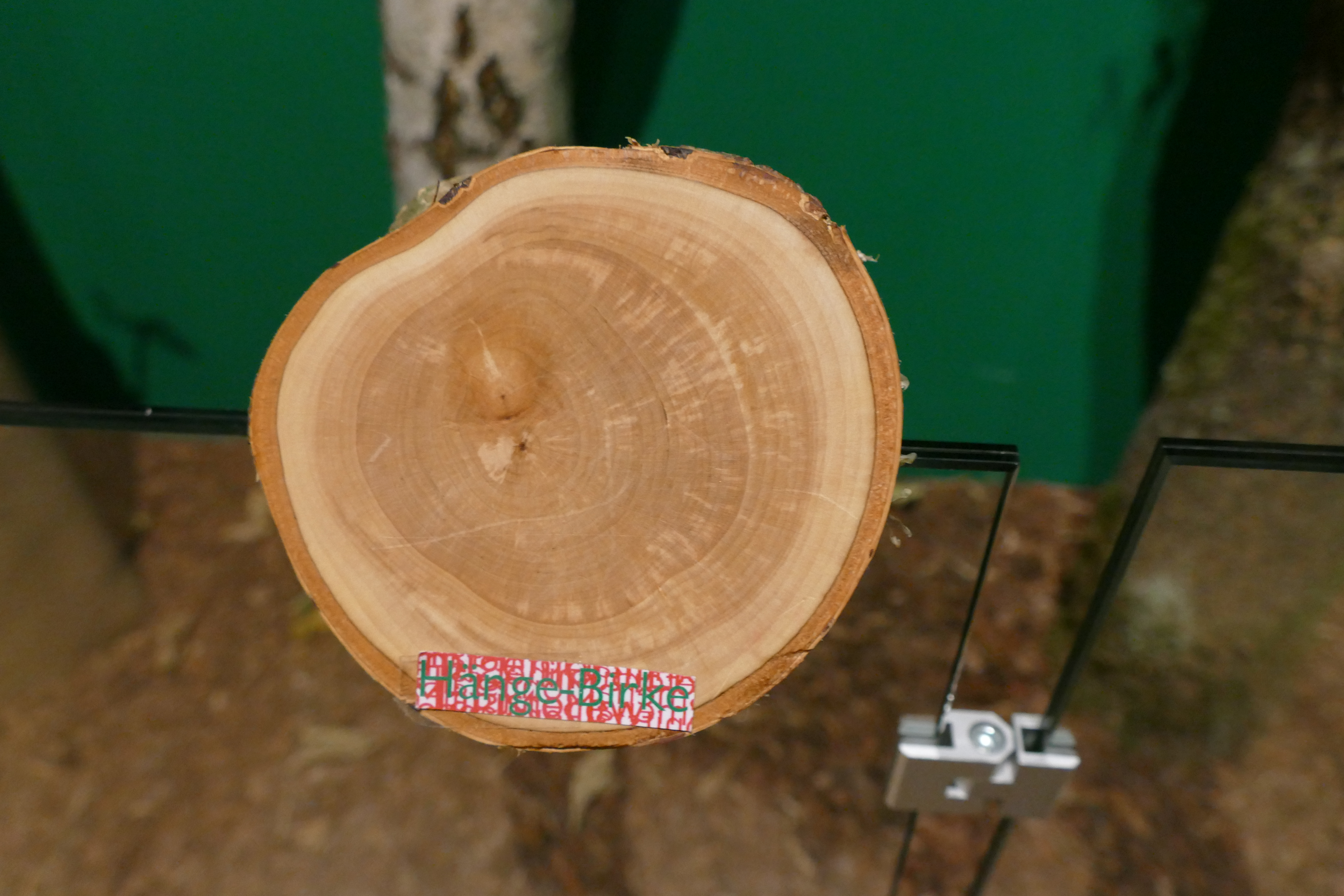
Querschnitt durch einen Stamm einer Hänge-Birke im Naturkundemuseum im Ottoneum

Die Hänge-Birke ist ein Splintholzbaum, im Alter wird manchmal ein fakultativer Kern gebildet. Die Holzfarbe ist weiß bis rötlich-gelb. Das mittelschwere Holz mit einer Rohdichte von 0,61 g/cm³ ist weich, aber zäh und elastisch. Es lässt sich gut bearbeiten, ist jedoch schwer spaltbar. Im Außenbereich ist die Dauerhaftigkeit gering. Das Birkenholz wird für den Möbel- und Innenausbau verwendet, aus ihm werden Span-, Sperrholz- und Faserplatten und Zellstoff hergestellt. Aus verschiedenen Maserformen werden wertvolle Furniere hergestellt. Die Hänge-Birke liefert ein hervorragendes Brennholz, das auf Grund des hohen Terpengehalts auch im grünen Zustand brennt. Das Reisig wird für Besen verwendet und in der finnischen Sauna zum Abschlagen der Haut.

### Verwendung in der Heilkunde

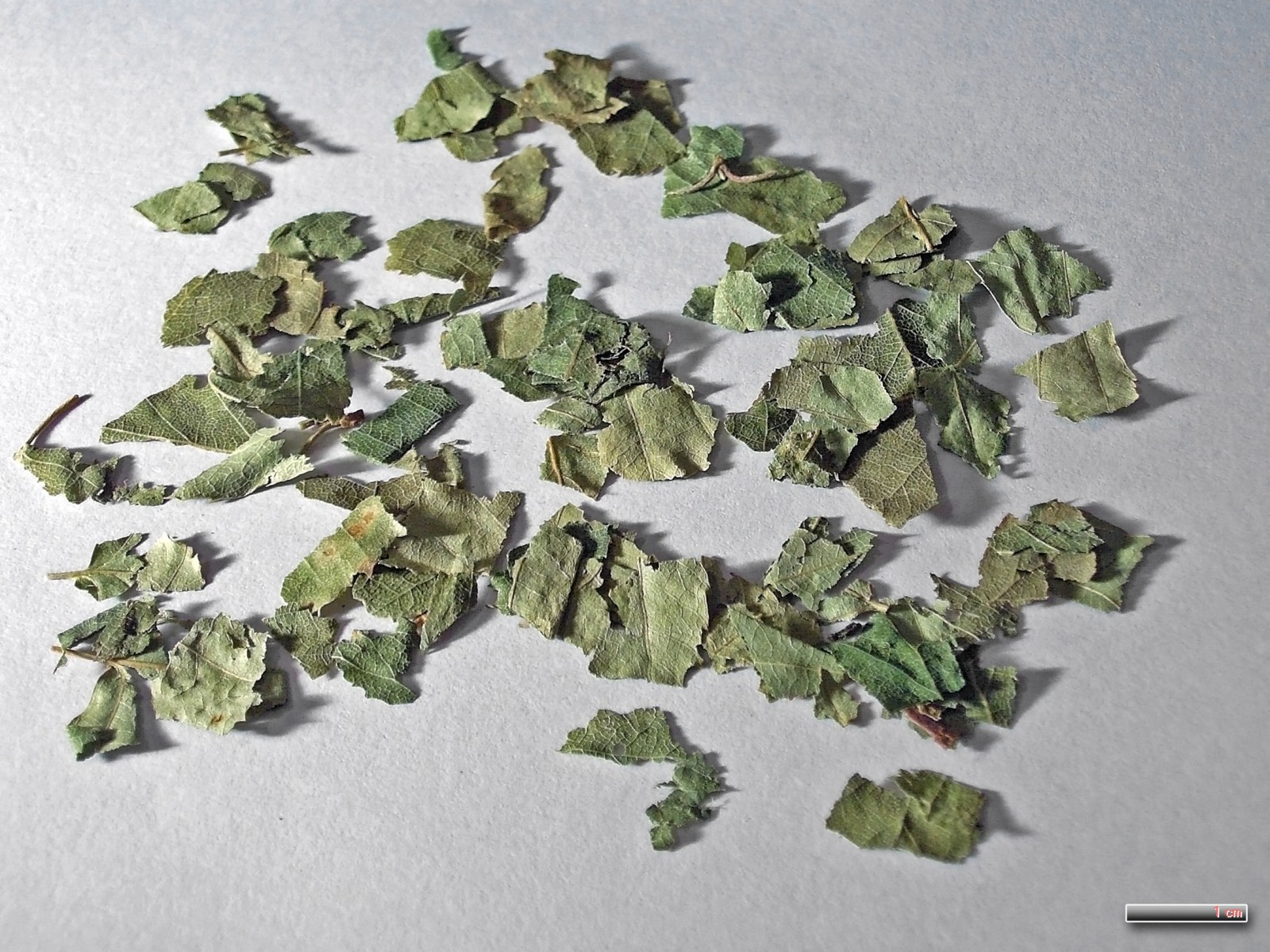
Hänge-Birke in Form der Blattdroge (Betulae folium)

In der Phytotherapie (Pflanzenheilkunde) werden Bestandteile der Sandbirke ebenfalls genutzt, vorwiegend Blätter, Knospen und Rinde.  Im Frühjahr wird durch Anbohren der Stämme ein Blutungssaft gewonnen, aus dem Haarwasser und Birkenwein hergestellt wird. Aus der Rinde lässt sich Birkenteer herstellen, der als Pix Betulinae gegen Hautkrankheiten und als Juchtenöl zur Behandlung von Leder eingesetzt wird. Bei weiterer Destillation entsteht Birkenpech, welches in früheren Zeiten (seit der Altsteinzeit bis ins Mittelalter) als universell verwendbarer Klebstoff diente.
Die Rinde der Birke enthält als therapeutisch wirksame Bestandteile vor allem Terpene, die besonders wichtige Entzündungshemmer sind und tumorhemmend wie antiviral wirken, wie Betulin, Betulinsäure und Lupeol.
Die blutreinigende und diuretische (harntreibende) Wirkung ist bereits seit Jahrhunderten bekannt. Zudem konnten auch gastroprotektive Wirkungen nachgewiesen werden.
Blättertees werden bei Nierengries, Nieren- und Blasensteinen und anderen Nieren-Blasenerkrankungen angewendet und auch eine innerliche Anwendung des Birkensaftes wird beschrieben. Traditionell wird die Sandbirke auch bei Arthritis, Cholesterinüberschuss, Gicht bzw. Hyperurikämie, Haut- und Haarproblemen (Teere aus der Rinde und Birkensaft), Rheuma, Transpiration und Wassersucht (Ödeme) eingesetzt. Auch die Gallensekretion soll gefördert werden. Nebenwirkungen sind nicht bekannt. Als Kontraindikation gelten Ödeme infolge eingeschränkter Herz- oder Nierentätigkeit. Die im Versuch festgestellte hemmende Wirkung auf die Aktivität und die Vermehrung von Lymphozyten könnte die beobachtete Wirkung von Betula pendula bei Autoimmunerkrankungen wie der rheumatoiden Arthritis zumindest teilweise erklären.
Auch für den in gewissen Gegenden gebräuchlichen Birkensaft konnten leichte entzündungshemmende, schmerzstillende und antimikrobielle Wirkungen beschrieben werden.

### Bedeutung als Zierbaum
Von der Hänge-Birke gibt es zahlreiche Gartenformen, so die Trauerbirke ('Youngii'), die Blut-Birke (Betula pendula Roth, Cultivar 'Purpurea') und die Schlitzblättrige Birke ('Trost's Dwarf') sowie die Ornäs-Birke.

## Fauna
Die Birkenarten gehören zu den heimischen Baumarten mit besonders vielen an sie angepassten wirbellosen Tierarten, wobei Unterschiede zwischen Hängebirke und Moorbirke offensichtlich gering sind. Brändle und Brandl geben 499 phytophage Arten auf Birke in Deutschland an, davon 106 Käfer, 140 Groß- und 105 Kleinschmetterlingsarten. 133 Arten sind mehr oder weniger stark auf die Birken spezialisiert. Eine spezialisierte Käferart ist z. B. der Birken-Blattroller (Deporaus betulae, Rhynchitidae), der den vorderen Teil der Blattspreite in ein kunstvolles, tütenförmiges „Päckchen“ umbaut, in das er seine Eier ablegt. Eine auffallende spezialisierte Art ist die Große Birkenblattwespe. Die Birkenwanze kommt zwar auch an anderen Laubbäumen vor, ist aber auf Birke besonders häufig. Diese Art kann dem Menschen bei Massenflügen im Herbst gelegentlich lästig werden. Vogelarten mit einer gewissen (aber keinesfalls exklusiven) Bindung an die Birke sind Birkenzeisig und Polar-Birkenzeisig.

## Astronym
Der Asteroid (8644) Betulapendula wurde am 2. April 1999 nach der Hänge-Birke benannt.